# Citroën Survolt
Pour les articles homonymes, voir Citroën (homonymie).
La Citroën Survolt ou DS Survolt est un prototype concept-car de voiture électrique du constructeur automobile français Citroën, présenté au salon international de l'automobile de Genève 2010.

## Caractéristiques
Concurrente entre autres des Renault DeZir et Peugeot EX1, la Survolt est inspirée des concept-cars Citroën C-Métisse (2005), GT by Citroën (2008), Citroën Metropolis (2010) et fait directement suite à la Citroën Revolte de 2009. Ce coupé deux places GT à porte papillon est basé sur un châssis tubulaire et carrosserie en fibre de carbone ultra légère. Comme Revolte, l'extérieur de ce concept-car a été dessiné par Frédéric Soubirou sous la responsabilité du chef du projet Bertrand Dantec, et du directeur du design Citroën, Jean-Pierre Ploué,. L'intérieur est signé par le designer Julien Famchon.

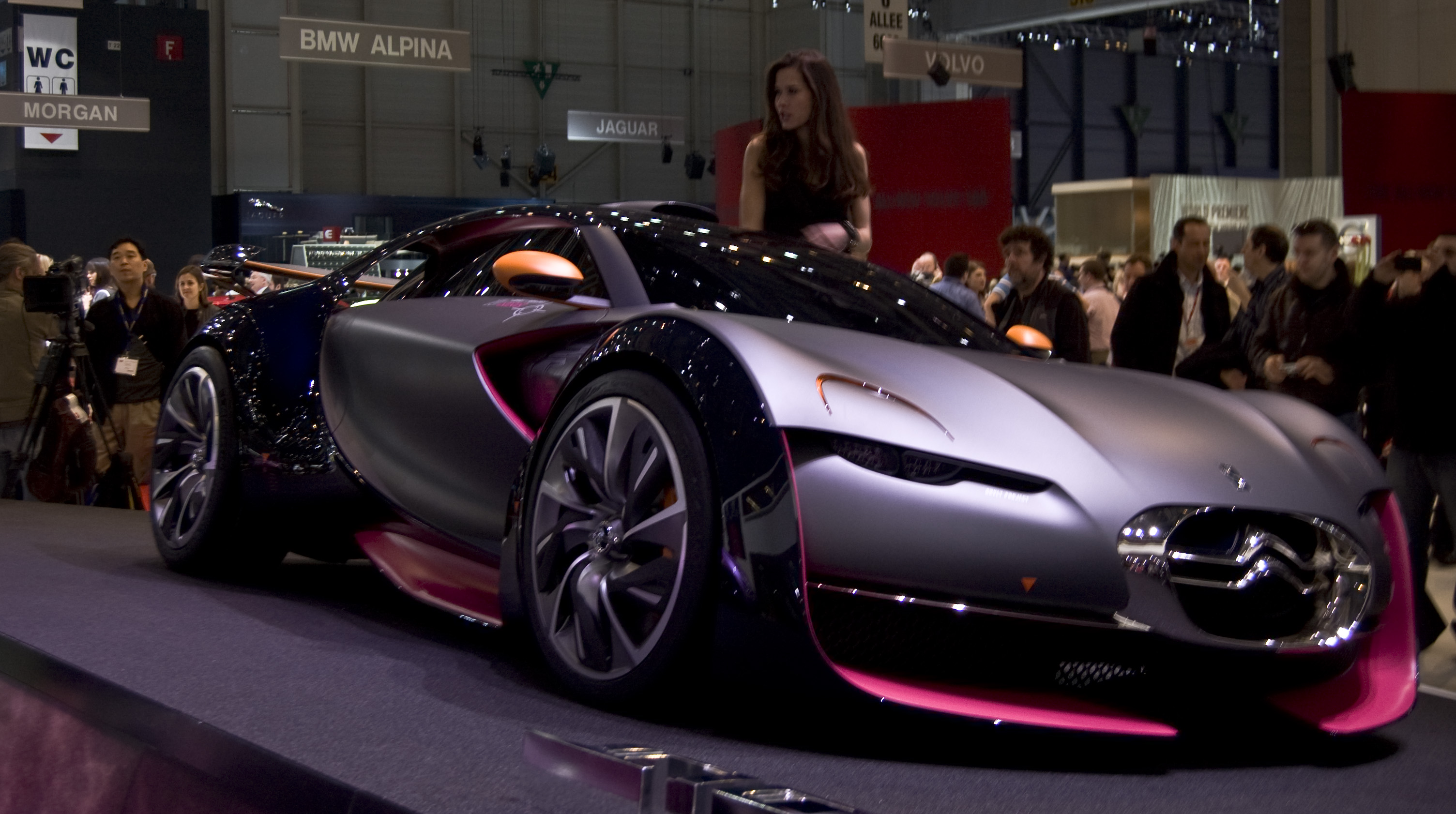
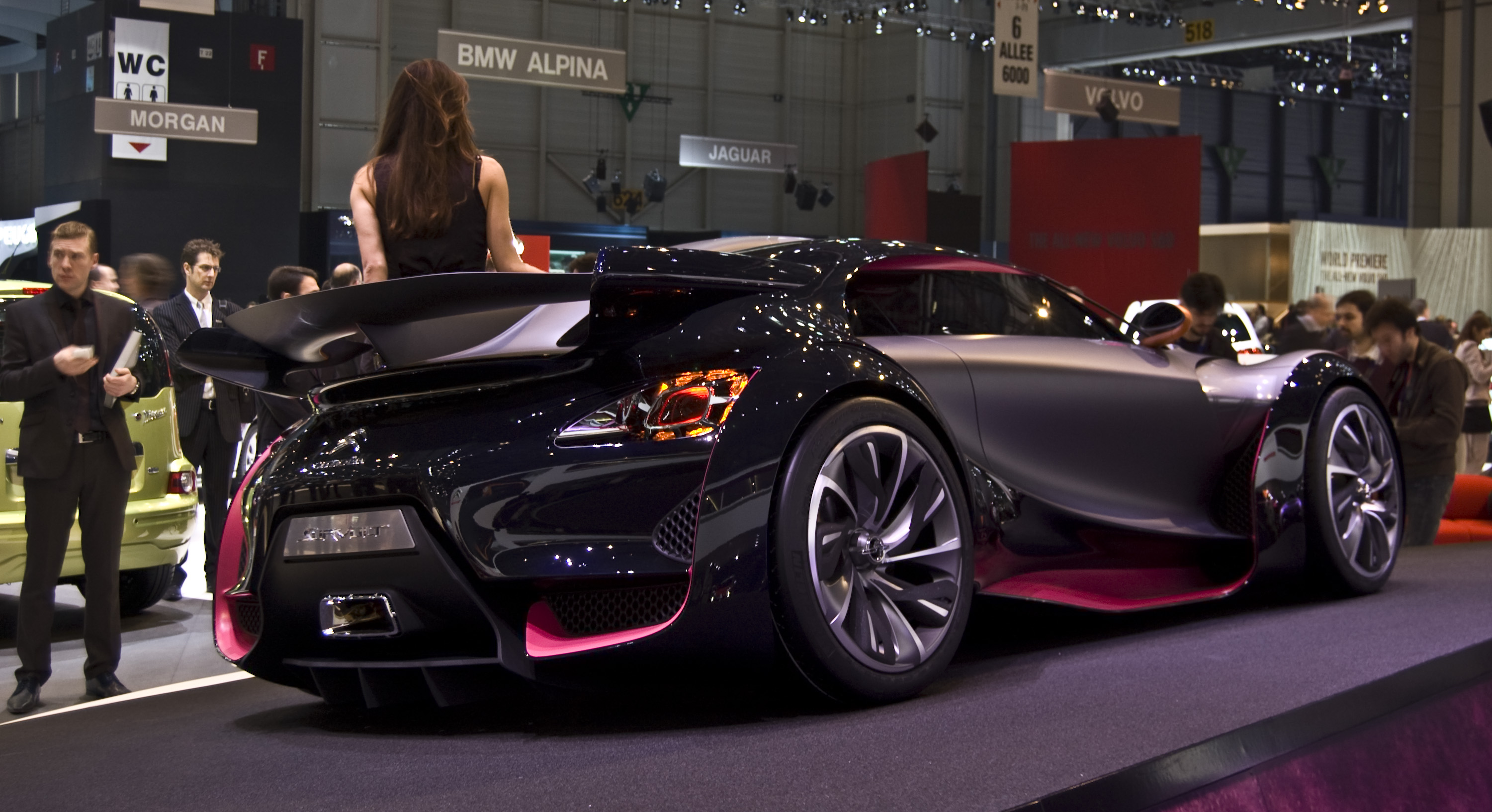

Elle est motorisée par deux moteurs électriques « sport » d'une puissance cumulée de 300 chevaux / 220 kW (450 chevaux à terme), pour une vitesse de pointe de 260 km/h, et un 0 à 100 km/h en moins de 4,9 secondes.

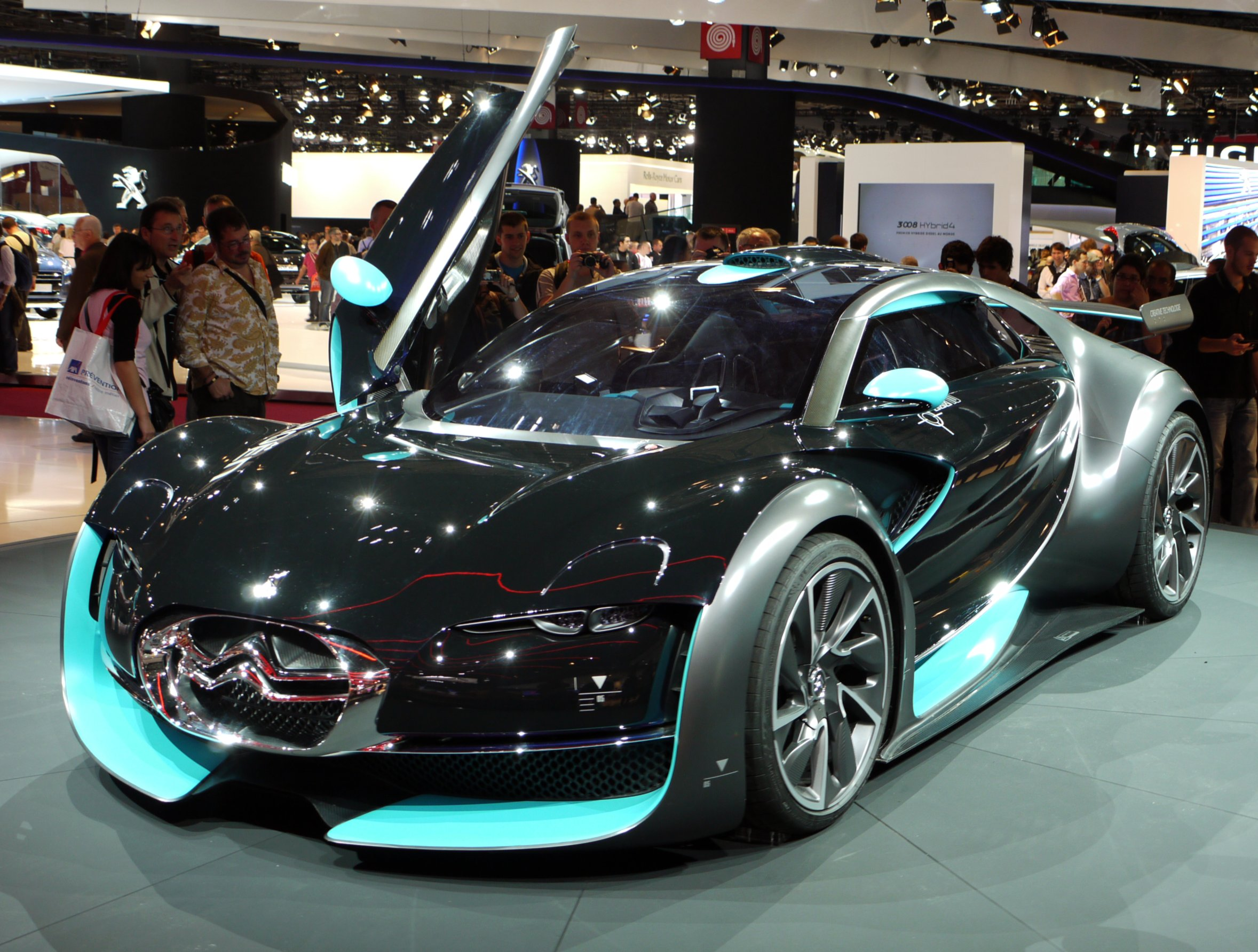
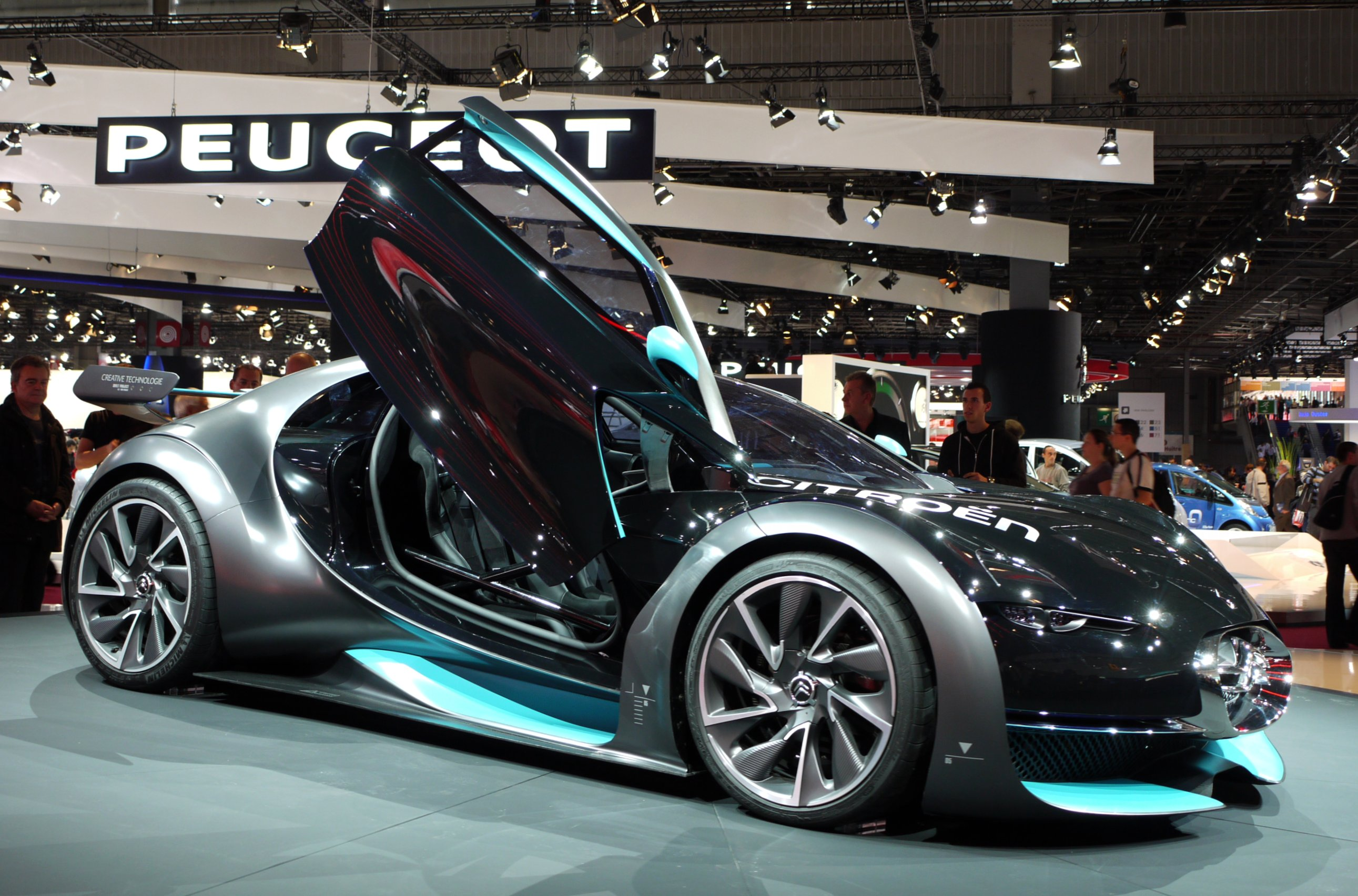
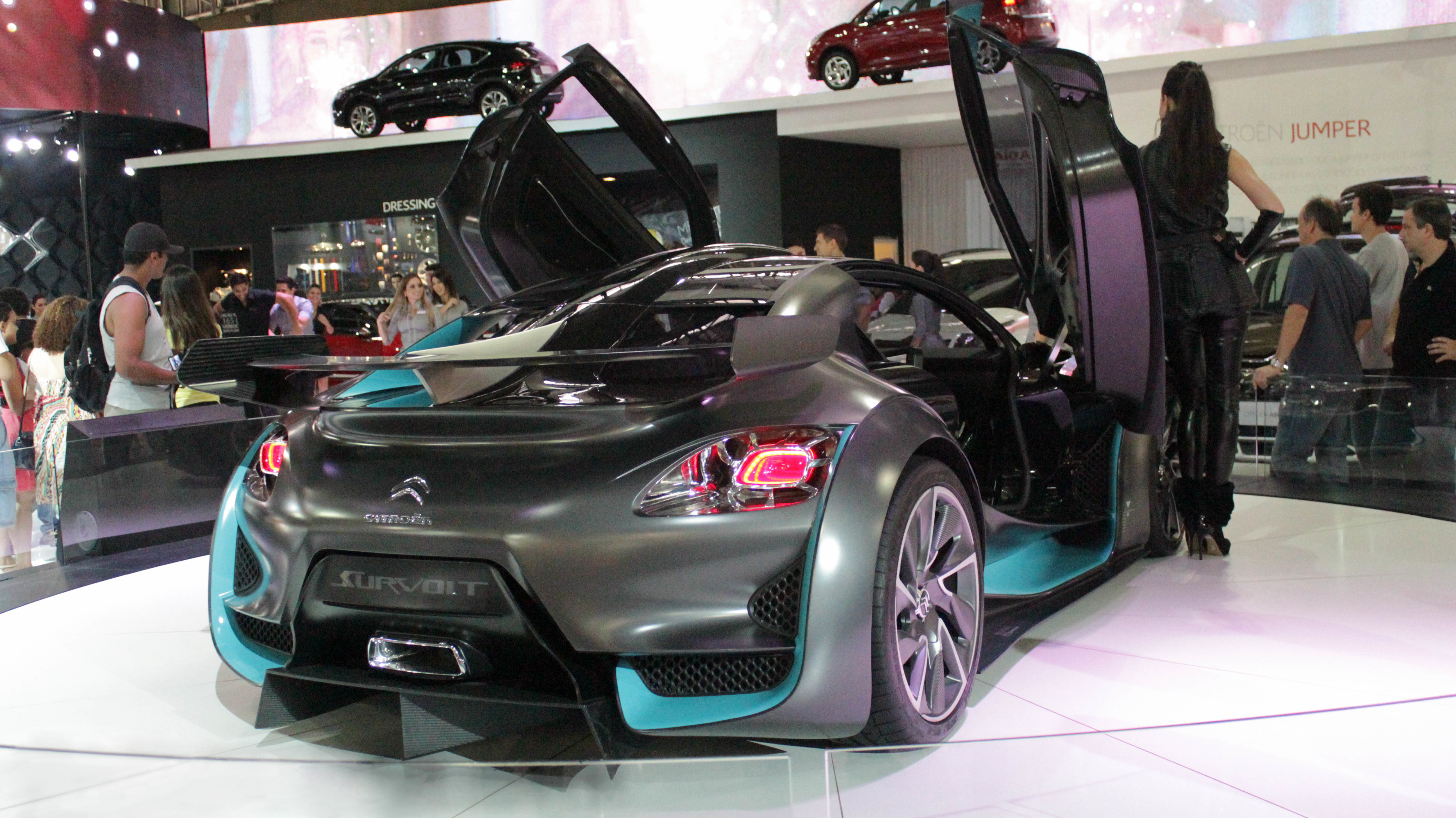

Les deux batteries Lithium-ion de 2 x 140 kg (pour un poids total de 1 150 kg) permettent une autonomie annoncée d'environ 200 km en conduite économique. Elles se rechargent en 2 heures sur une prise spéciale, et en 10 heures sur une prise 330 V. 

Art car de 2011, par Françoise Nielly
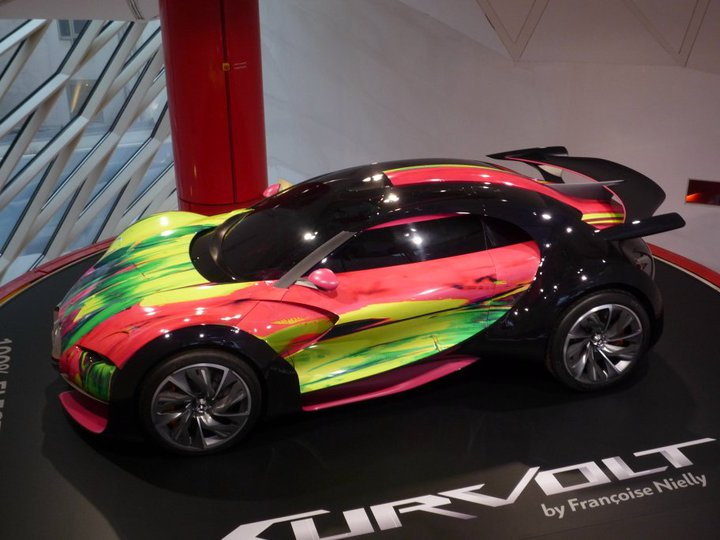
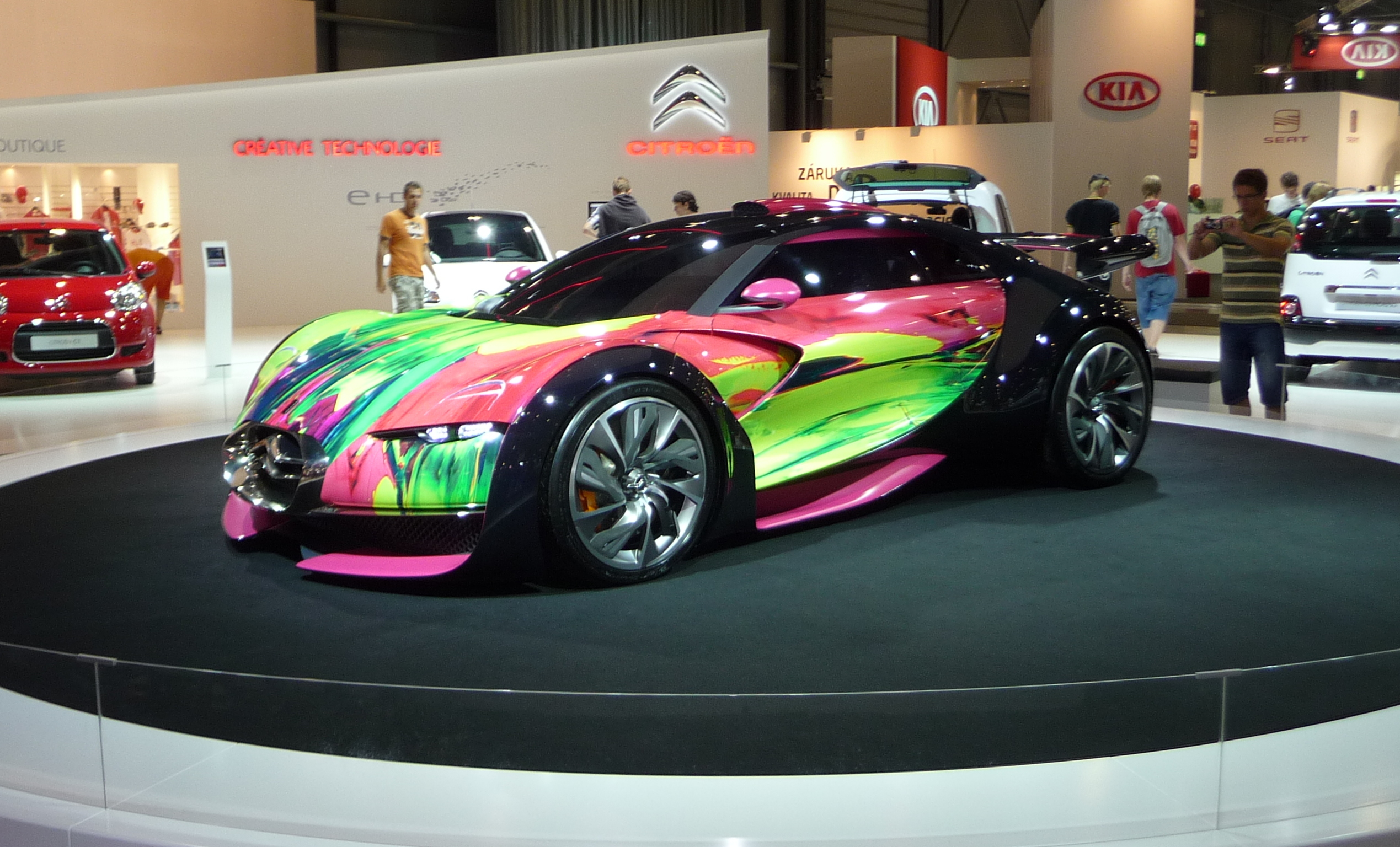
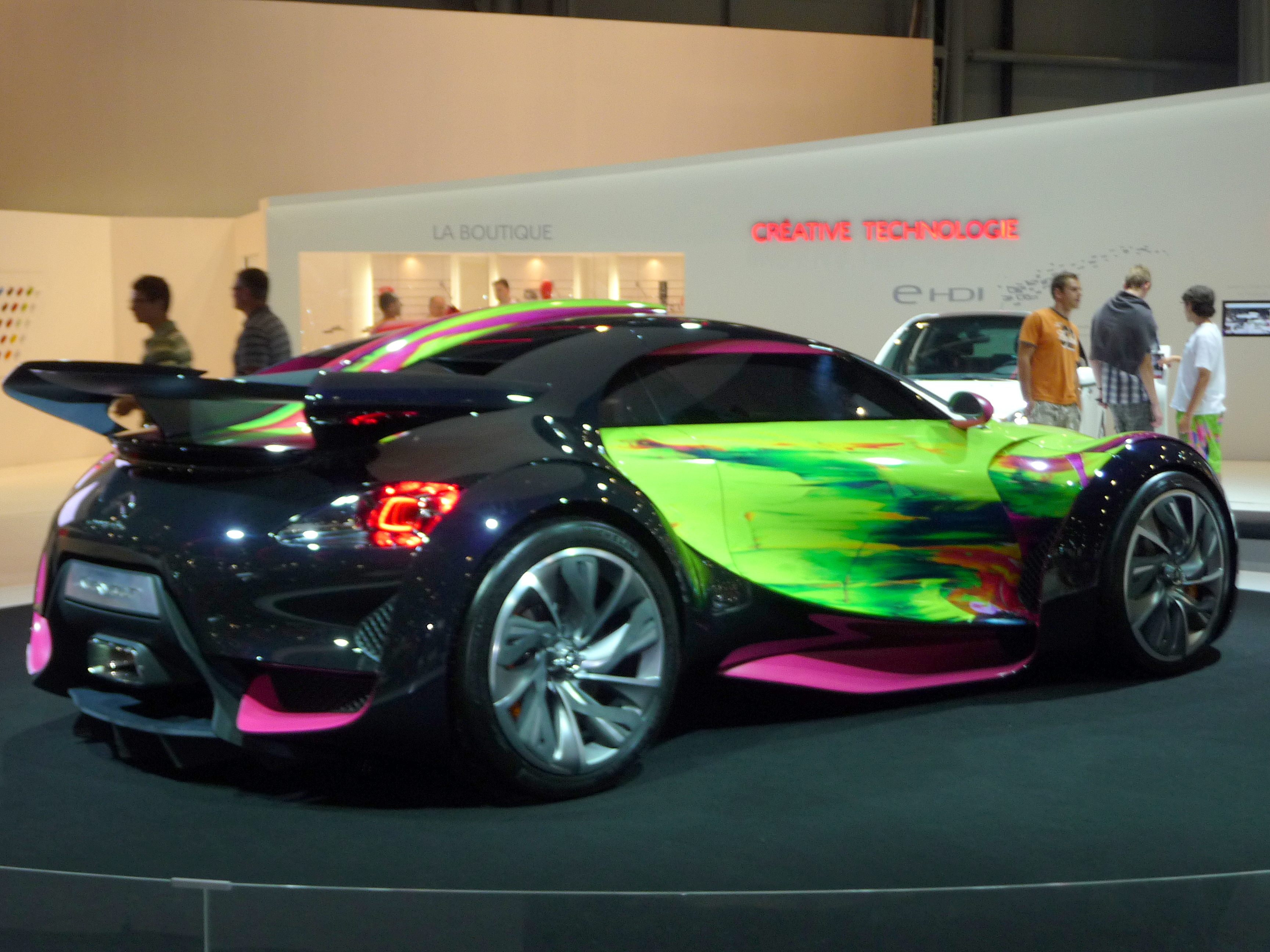

Elle participe à sa première course au Mans Classic du 10 juillet 2010, pilotée par la pilote Vanina Ickx (fille du pilote champion du Monde Jacky Ickx).
Elle semble avoir inspiré le design des Bugatti Vision Gran Turismo 2015, Bugatti Chiron 2016, DS E-Tense 2016, et Citroën CXperience 2016...

## Jeux vidéo
- 2010 : Asphalt 6: Adrenaline de Gameloft
- 2013 : Asphalt 8: Airborne de Gameloft
- 2018 : GT Racing 2 de Gameloft
- 2018 : Asphalt Legends Unite de Gameloft